# لئونارد نیتز
لئونارد نیتز (انگلیسی: Leonard Nitz؛ زادهٔ ۳۰ سپتامبر ۱۹۵۶) دوچرخه‌سوار اهل ایالات متحده آمریکا است.
وی در مسابقات کشوری و بین‌المللی در مجموع برندهٔ ۱ مدال نقره، ۲ مدال برنز شده‌است.